# Ribeirão das Neves
Ribeirão das Neves, amtlich portugiesisch Município de Ribeirão das Neves, ist eine Großstadt im brasilianischen Bundesstaat Minas Gerais. Der Zensus im Jahr 2010 zählte 296.317 Einwohner auf 154,2 km². Im Jahr 2021 wurde die Einwohnerzahl auf 341.415 geschätzt, die auf 155,1 km² leben und Nevenser genannt werden. Die Entfernung zur Hauptstadt Belo Horizonte beträgt 32 km. Sie ist Teil der Metropolregion Belo Horizonte.

## Toponymie
Benannt ist der Ort nach Unserer Lieben Frau vom Schnee, im Portugiesischen Nossa Senhora das Neves (neves = Schnee).

## Geographie
Die maximale Höhe der Gemeinde beträgt 1019 Meter am Córrego do Café, die niedrigste Höhe liegt bei 730 Metern am Córrego Água Fria. 10 % des Gemeindeterrains ist eben, 25 % sind hügelig und 65 % sind bergig.
Umliegende Orte sind Belo Horizonte, Contagem, Esmeraldas, Pedro Leopoldo, Vespasiano und São José da Lapa.

## Stadtverwaltung
Die Exekutive hat seit der Kommunalwahl 2016 für die Amtszeit 2017 bis 2020 der Stadtpräfekt Moacir Martins da Costa Junior des Partido Social Cristão (PSC). Bei der Kommunalwahl 2020 wurde er für die Amtszeit von 2021 bis 2024 wiedergewählt. Er war zu den Democratas gewechselt und ist seit 2022 Mitglied der União Brasil.
Die Legislative liegt bei einem Stadtrat (Câmara Municipal) aus 14 gewählten Personen (vereadores).

## Gemeindegliederung
Der Munizip gliedert sich in den Distrito Ribeirão das Neves (Sitz) und den Distrito de Justinópolis, ein dritter Bezirk bildet sich mit Veneza im Nordosten zu Belo Horizont heraus. Der Hauptort hat mehrere Stadtviertel (bairros), darunter Rosaneves und Belvedere.

## Bevölkerungsentwicklung
Quelle: IBGE (Angaben für 2018 sind lediglich Schätzungen). 25,87 % der Bevölkerung waren 2010 Kinder und Jugendliche bis 15 Jahre. 99,27 % lebten 2010 in der urbanen Zone, 0,73 % im ländlichen Raum.

## Ethnische Zusammensetzung
Ethnische Gruppen nach der statistischen Einteilung des IBGE (Stand 2010 mit 296.317 Einwohnern):
| Gruppe      | Anteil (2010) | Anmerkung                        |
| ----------- | ------------- | -------------------------------- |
| Brancos     | 77.861        | Weiße, Nachfahren von Europäern  |
| Pardos      | 171.887       | Mischrassige, Mulatten, Mestizen |
| Pretos      | 41.092        | Schwarze                         |
| Amarelos    | 5.812         | Asiaten                          |
| Indígenas   | 665           | indigene Bevölkerung             |
| ohne Angabe | –             |                                  |

## Lebensstandard
Der Index der menschlichen Entwicklung für Städte, abgekürzt HDI (portugiesisch: IDH-M), lag 1991 bei dem sehr niedrigen Wert von 0,396, im Jahr 2000 bei dem als niedrig eingestuften Wert von 0,577, im Jahr 2010 bei dem mittelhohen Wert von 0,684. Das Bruttosozialprodukt pro Kopf betrug 2016 11.110 R$. Das monatliche Durchschnittseinkommen hatte 2017 den Faktor 2.0 des Mindesteinkommens von R$ 880, umgerechnet 2019 rund 390 Euro monatlich.

## Söhne und Töchter der Stadt
- Wilson Piazza (* 1943), Fußballspieler
- Maicon de Andrade (* 1993), Taekwondoin